# Стояние Зои

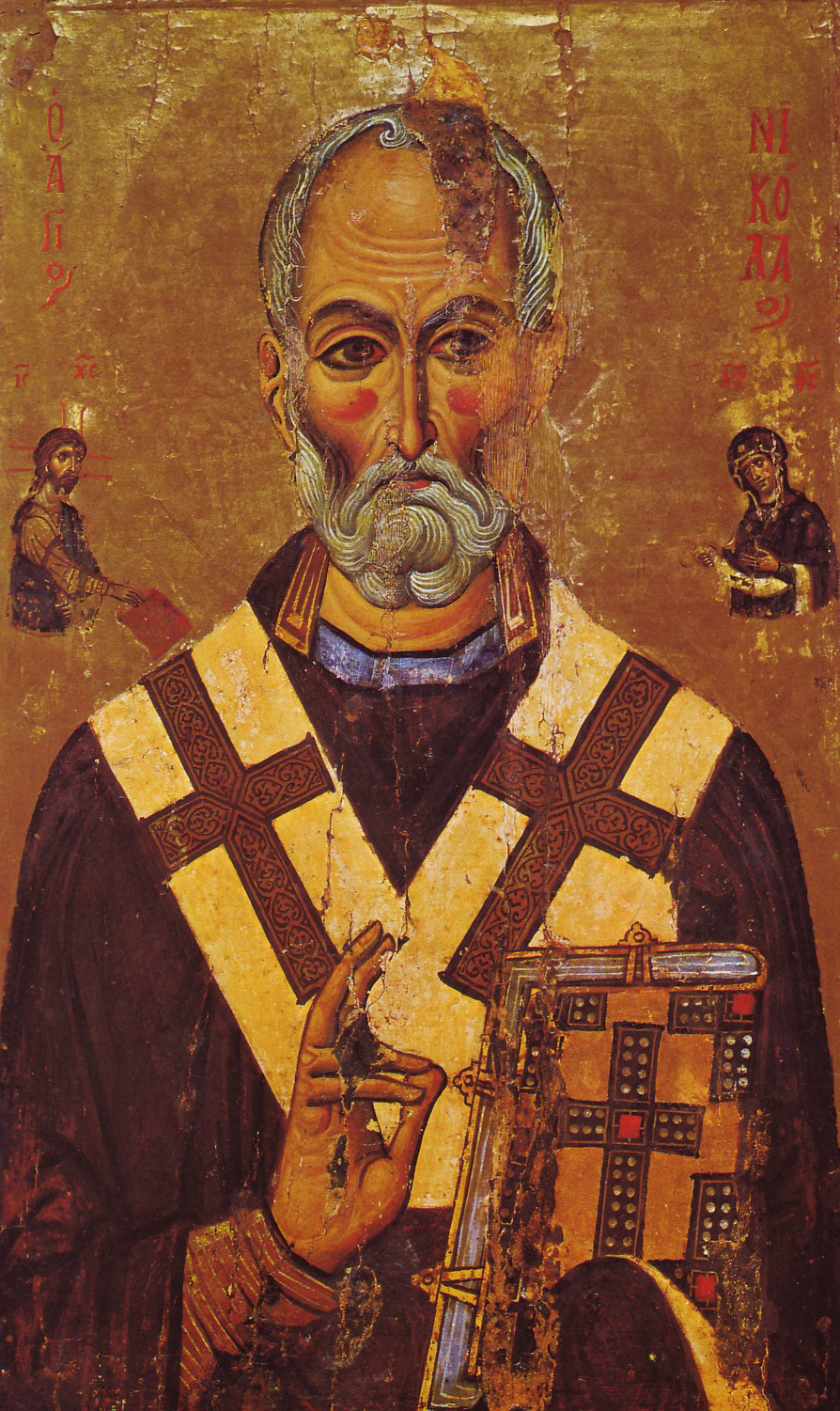
Святитель Николай (икона из монастыря Святой Екатерины, XIII век)

Стояние Зо́и (Зо́ино стояние) — православная легенда (народный рассказ, церковное предание), согласно которой в Куйбышеве (ныне Самара) зимой 1955—1956 годов девушка по имени Зоя Карнаухова во время танца с иконой святителя Николая Чудотворца «окаменела» на 128 дней. Ряд священнослужителей Русской православной церкви и официальные представители Самарской епархии, включая митрополита Сызранского и Самарского Сергия, считают, что произошло чудо.
Ажиотаж жителей Куйбышева и окрестностей, вызванный распространением слухов об «окаменении» девушки в доме № 84 по улице Чкалова, вынудил советские власти задействовать силы конной милиции и в срочном порядке провести областную партконференцию, по решению которой в городской газете «Волжская коммуна» от 24 января 1956 года был опубликован фельетон разоблачительного характера под названием «Дикий случай».
Сюжет легенд об окаменевшем святотатце-плясуне является популярной нарративной схемой о наказании за осквернение святынь и известен в России как минимум с XIX века.
В ответе от 18 января 2018 года на запрос информации о «стоянии Зои» Управление ФСБ России по Самарской области сообщило, что у него отсутствуют архивные материалы в отношении «Стояния Зои».

## Сюжет
В доме № 84 по улице Чкалова жили Клавдия Болонкина с сыном. В новогоднюю ночь сын пригласил в гости друзей. Среди приглашённых была Зоя Карнаухова, которая накануне познакомилась с молодым практикантом по имени Николай, обещавшим прийти к ним на праздник. Все подруги были с парнями, Зоя сидела одна — Николай задерживался. Когда начались танцы, она заявила: «Если нет моего Николая, буду с Николой Угодником танцевать!» И направилась к углу, где стояли иконы. Друзья ужаснулись: «Зоя, это грех», но она сказала: «Если есть Бог, пусть он меня накажет!» Взяла икону, прижала к груди. Вошла в круг танцующих и вдруг застыла, словно вросла в пол. Её невозможно было сдвинуть с места, а икону нельзя было взять из рук — она будто приклеилась намертво. Внешних признаков жизни девушка не подавала, но сердце билось.
О событии быстро узнал весь город. Милиционеры боялись подходить к обездвиженной Зое. Врачи ничем не могли помочь — когда они пытались сделать укол, иглы ломались и не проходили в кожу. Приходили священники и тоже ничем не могли помочь, но потом появился иеромонах Серафим (по разным версиям, речь идёт о Серафиме Тяпочкине, Серафиме Полозе или Серафиме Звягине), который взял икону из рук Зои и предсказал, что её стояние закончится в день Пасхи. Зоя простояла 128 дней и умерла на третий день Пасхи.
Настоятель храма Казанской иконы Божьей Матери в селе Нероновка Самарской области отец Роман Державин утверждает:

«Стояние Зои» — факт, который имел место на самом деле. Мне эту историю рассказывал мой отец. Чудо случилось более 50 лет назад, в январе 1956 года. Работница трубного завода Зоя Карнаухова отмечала с друзьями новогодние праздники. Её верующая мать запрещала дочери веселиться во время Рождественского поста.— Сайт «Самара Сегодня»
В остальном история, рассказанная настоятелем, повторяет первую версию.

## Обстоятельства

### Место действия
Дом № 84 по улице Чкалова фактически состоял из нескольких отдельных строений: многоквартирного двухэтажного здания, выходившего непосредственно на улицу Чкалова, и нескольких одноэтажных зданий во дворе, которые тоже считались «квартирами» этого дома. В частности, «дом окаменевшей Зои» значился как одна из таких «квартир» и принадлежал Клавдии Петровне Болонкиной, а впоследствии стал местом паломничества православных.
По свидетельству журналиста Михаила Сизова, в июле 2010 года дом продолжал использоваться как жилой; он также сообщил о планах устройства на его месте гаражей с автостоянкой.
12 мая 2014 года легендарный дом пострадал в результате пожара. Впоследствии его планировалось снести и возвести на этом месте многоэтажный жилой дом, но в 2019 году собственник земельного участка согласился передать здание городской администрации для организации музея.

### Документальное отражение
Наличие в Куйбышеве слухов об окаменевшей после танца с иконой девушке и вызванного ими скопления людей в районе улицы Чкалова, задействования там милиции, в том числе и конной, подтверждает протокол 13-й областной конференции КПСС, проходившей 19—21 января 1956 года. В последний день конференции с ответом на многочисленные вопросы о якобы произошедшем в Куйбышеве чуде выступил первый секретарь Куйбышевского областного комитета КПСС Михаил Ефремов:

В городе Куйбышеве широко распространены слухи о происшедшем, якобы, чуде на Чкаловской улице. Записок по этому поводу штук 20. Да произошло такое чудо – позорное для нас коммунистов, руководителей партийных органов. Какая-то старушка шла и сказала: вот в этом доме танцевала молодежь и одна охальница стала танцевать с иконой и окаменела. После этого стали говорить: окаменела, одеревенела и пошло, начал собираться народ потому, что неумело поступили руководители милицейских органов. Видимо и ещё кое-кто приложил к этому руку. Тут же выставили милицейский пост, а где милиция туда и глаза. Мало оказалось милиции, так как народ все прибывал, выставили конную милицию, а народ, раз так, все туда.
Некоторые додумались до того, что вносили предложение послать туда попов для ликвидации этого позорного явления. Бюро обкома посоветовалось и дало указание снять все наряды и посты, убрать охрану, нечего там охранять. Как только убрали наряды и посты, так народ стал рассеиваться и сейчас, как мне докладывали, почти никого нет. Неправильно поступили органы милиции и стали приковывать внимание. А по существу это самая настоящая глупость, никаких танцев, никаких вечеринок в этом доме не было, живет там старуха. К сожалению наши органы милиции здесь не сработали и не выяснили кто распространил эти слухи. Бюро обкома порекомендовало рассмотреть этот вопрос на бюро горкома и виновников строго наказать, а товарищу Страхову дать разъясняющий материал в газету «Волжская коммуна» в виде фельетона.— Беловой вариант записи выступления. СОГАСПИ. Ф. Р-656. Оп. 103. Д. 101. Л. 169–170. Цит. по с исправлением опечаток.
В соответствии с рекомендацией бюро обкома, 24 января 1956 года в газете «Волжская коммуна» был опубликован фельетон под названием «Дикий случай», который отрицал существование окаменевшей девушки и сообщал, что историю о ней выдумала некая «болезная Аграфена, на которую почти каждый вечер нисходит божья благодать».
3 февраля того же года эпизод распространения в Куйбышеве слуха о «наказании Божием» обсуждался на заседании бюро горкома КПСС. Первый секретарь горкома Н. В. Банников выступил с речью, осуждавшей партийные организации, не принявшие «срочных мер к разъяснению трудящимся провокационного характера этого слуха» и городское управление милиции, направившее на Чкаловскую улицу конный разъезд, что привлекло дополнительное внимание горожан. По результатам заседания было принято постановление «о мерах по усилению научно-атеистической пропаганды в городе».
В отчёте уполномоченного Совета по делам Русской православной церкви в Куйбышевской области за первое полугодие 1956 года со слов ряда свидетелей отмечается, что в селе Заплавное Борского района распространение слухов о «чуде с окаменевшей девицей» привело к повышению посещаемости церкви и укреплению религиозности населения. Отмечен в отчёте и рост посещаемости церковных служб в целом по области, в том числе в крупных городах, в период Великого поста и пасхальных праздников.

### Архивы
Управление ФСБ по Самарской области сообщило, что у него «отсутствуют архивные материалы в отношении т. н. „стояния Зои“».
Архив Главного управления внутренних дел Самарской области в 1999 году был уничтожен пожаром вместе с прежним зданием ГУВД. Самарский журналист и составитель книги «Стояние Зои» Антон Жоголев считает, что в нём погибли и «бумаги, касающиеся дела об окаменевшей Зое».

## Журналистские расследования

### Расследование газеты «Сельская жизнь»
В 1962 году читатель из Ярославской области прислал в редакцию газеты «Сельская жизнь» рукописный экземпляр «Стояния Зои» с сопроводительной запиской, в которой сообщил, что рукопись поступила в их деревню по почте, и некоторые жители деревни, поверив описанию чуда, переписывают рукопись для дальнейшего распространения в соответствии с наказом, содержащимся в её окончании. Читатель просил выяснить происхождение истории и достоверность описанных в ней событий, и редакция направила в Куйбышев корреспондента А. Черткова. По его словам, к этому времени легенда об окаменевшей девушке в Куйбышеве была уже практически забыта, и даже прихожане местной церкви считали эту историю выдумкой. Сотрудники газеты «Волжская коммуна» сообщили Черткову, что история «Стояния Зои» не основана на фактах, и сопроводили к дому Клавдии Петровны Болонкиной. Описывая Болонкину и её соседей, Чертков отметил их раздражение частыми расспросами о «чуде», а также несоответствие текста рукописи фактам: хозяйка дома, где якобы произошло чудо, оказалась не благочестивой прихожанкой церкви, а не держащей дома икон атеисткой; вместо дочери Зои единственным её ребёнком был сын. Чертков обратил внимание, что неизвестный автор рукописи избегал конкретных деталей: не указал ни адрес места действия, ни фамилию главной героини Зои, ни имена якобы посещавших «окаменевшую» Зою «митрополита Московского» и «известного профессора медицины из Москвы». По мнению Черткова, автор рукописи специально посылал её в отдалённые деревни, жители которых не могли проверить её достоверность.

### Расследование журнала «Наука и религия»
В 1960 году редакция журнала «Наука и религия» напечатала ответ на сообщение читателя из станицы Ханская Краснодарского края (ныне в Адыгее) о распространении в их станице легенды об окаменевшей в Куйбышеве после танца с иконой девушке на основе письма, якобы, от очевидца событий. Редакция отметила, что подобные сообщения поступают из разных мест, в том числе из Стерлитамака и Ленинграда. История «окаменевшей девушки» в ответе была названа «нелепой сказкой». При этом подтверждалось её происхождение из Куйбышева и давалось краткое описание событий у дома К. П. Болонкиной, сопровождавших начало распространения легенды.
В 1971 году в ответ на многочисленные письма читателей, заинтересованных слухами о якобы произошедшем в Куйбышеве чуде, редакция направила в город специального корреспондента журнала Ж. Березовскую. Результаты её расследования были опубликованы в статье «Чудо с окаменевшей девушкой». По версии Березовской, слух об «окаменевшей» в квартире Клавдии Петровны Болонкиной девушке был запущен кем-то из прихожан близлежащей Петропавловской церкви, а выбор места действия был обусловлен тем, что в этом помещении до 1947 года проживал бывший священник из Днепропетровска Серафим Фёдорович Пекло, в 1930-е годы добровольно сложивший в себя сан и ставший работником швейной фабрики. Прихожане Петропавловской церкви считали его «богоотступником» и неоднократно конфликтовали с ним.
Болонкина, купившая у Пекло квартиру в 1947 году, работала продавщицей гастронома и открыто придерживалась атеистического мировоззрения. В 1971 году она проживала на прежнем месте и высказала Березовской неудовольствие интересом, проявляемым к её жилью и подворью «туристами» по поводу «сотворения чуда». Кроме Болонкиной Березовская опросила двух пенсионерок, живших в доме № 84 с 1956 года: Александру Григорьевну Орехову из квартиры № 8 и Викторию Викентьевну Зубович из квартиры № 2. Они заверили Березовскую, что появлению у дома толпы желающих увидеть «окаменевшую девушку» не предшествовали описанные в легенде события: «Ничего не было — ни вечеринки, ни иконы, ни девушки!».
Березовская отмечает, что в легенде использован реальный факт вызова машины скорой медицинской помощи к кому-то из проживавших по улице Чкалова 18 января 1956 года. Она также упоминает ряд лиц, причастных к распространению слуха вне круга прихожан Петропавловской церкви: медсестра психоневрологического диспансера Сорокина и сотрудницы Куйбышевского центрального телеграфа Елисеева и Сысуева рассказывали другим людям о «застывшей с иконой девушке», но «в конце концов выяснилось, что ничего, кроме скопления людей у дома по улице Чкалова, они не видели».
Активным распространителем рукописного варианта легенды оказался В. И. Почуйкин, в прошлом мастер завода «Автотрактородеталь», известный тем, что в 1959—1965 годах он неоднократно излагал прихожанам Петропавловской церкви собственное толкование библейских текстов в привязке к реалиям действительности тех лет, предвещая скорый конец света. Он дополнил историю «окаменевшей отроковицы» многочисленными подробностями, и по мнению Березовской именно он дал имя Зоя прежде безымянной героине легенды. Позже к распространению легенды подключилась Агафья Трухова, которая изменила избранную Почуйкиным концовку. В варианте Труховой, очнувшаяся после молитвы пришедшего к ней отшельника Зоя не умерла, а была отправлена «для исследования» в московскую больницу, где её «стояние» возобновилось в смягчённом варианте: Зоя смогла принимать пищу, но кормили её не люди, а влетавшие в окно больничной палаты белые голуби.
В заключительной части статьи Березовская проводит параллель между легендой о «стоянии Зои» и библейской легендой о превращении жены Лота в соляной столп.

### Расследование самарского журналиста Валерия Ерофеева
Самарский журналист Валерий Ерофеев считает несомненным, что «в период с 14 по 20 января 1956 года в городе Куйбышеве у дома № 84 на улице Чкаловской» собралось небывалое число людей: «по оценкам, от нескольких тысяч до нескольких десятков тысяч человек». Их привлекли слухи: будто бы в указанном доме стоит девушка-богохульница, которая окаменела, танцуя с иконой в руках. У дома были выставлены посты милиции, но людей стало собираться ещё больше, а затем охрана дома была усилена конной милицией.
Журналист не располагает достоверными сведениями о том, что происходило в доме на самом деле, как и сведениями о самом существовании девушки, её личности и дальнейшей судьбе, но описывает различные версии событий.
В частности, Ерофеев записал рассказ очевидца событий Владимира Сергеевича Чегурова, проживавшего в 1956 году в «квартире № 7 дома № 84» (фактически в отдельном доме рядом с домом Клавдии Болонкиной). Чегуров отрицает события легенды: по его словам, Клавдия Болонкина не устраивала никаких вечеринок, а её сын, когда у дома собрались толпы любопытствующих, ещё не освободился из заключения. Чегуров утверждает, что первыми, кто пришёл в их двор в поисках «каменной девушки, стоящей в зелёном доме», были две старухи, сославшиеся на блаженную Аграфену как на источник божественного откровения. Они приходили, по словам Чегурова, за день до начала массового паломничества, 17 января 1956 года.

## История сюжета
Согласно филологу Н. В. Петрову, сюжет о плясуне-святотатце известен в русском фольклоре как минимум с XIX века, в 1919 и 1956 годах актуализировался в новых фольклорных рассказах. «Зоино стояние» 1956 года оказалось наиболее устойчивой текстуализацией сюжета, поддержанной популярной в церковной среде нарративной схемой о чудесном наказании святотатцев.
Петров полагает, что поводом к созданию сюжета послужило какое-то событие, произошедшее в Куйбышеве в начале 1956 года и вызвавшее религиозные волнения в городе и области, которые органами советской власти воспринимались как нежелательные. В том же году история окаменевшей плясуньи получила хождение среди носителей фольклорной традиции — как в Куйбышевской (ныне Самарской) области, так и за её пределами. Впоследствии появилась рукопись неизвестного автора, так называемое «Зоино житие». Начало его распространения Петров предположительно относит к концу 1950-х годов. Содержание рукописи «местами различается в разных копиях», но Петров отмечает, что «основная фабула везде примерно одинакова: описывается, „неправильное“ поведение девушки, чудо стояния, её оживление». В период с 1960 года наряду с письменными появляются и устные рассказы об окаменении плясунов (танцевавшей с иконой девушки или танцевавшего в церкви человека), не все из которых привязаны к Куйбышеву. По мнению Петрова, эти истории являются «реализацией известной нарративной схемы „наказание за святотатство“: человек нарушает табу, наказывается, затем исцеляется», где мотив наказания конкретизируется в виде паралича.
Многие детали, как считает Петров, были добавлены в сюжет довольно поздно и обрамляют его, а для включения легенды в список православных чудес он «„подгоняется“ под определенные лекала». По мнению Петрова, сюжет детализируется только в конце 1990-х годов, когда поучительный текст о Зоином стоянии переходит из разряда слухов в ранг православной легенды и становится чрезвычайно популярен в православной среде. Рассказ о Зоином стоянии опубликован во многих церковных сборниках наряду с другими свидетельствами о чудесах святых. Петров отмечает, что с 1990—2000-х годов «Зоино стояние» стало «„фольклорным брендом“ Самары, основанным на „реальных исторических событиях“».
Согласно данным филолога Е. А. Ивановой, в конце 2010-х годов сюжет о девушке, которая пыталась танцевать с иконой в руках и застыла, словно каменная, широко использовался в городском фольклоре.
Специалист в области религиозного фольклора А. А. Панченко предполагает, что сюжет «Стояния Зои» и подобных легенд, известных в русском фольклоре с XIX века, является специфическим вариантом сюжета общеевропейского фольклора «Танцоры из Кольбека». Популярность «Стояния Зои» в 1960—1970-х годах Панченко считает проявлением реакции религиозных слоёв населения на хрущёвскую антирелигиозную кампанию.

## Версии

### Религиозная версия
Верующие самарцы не сомневаются в том, что чудо действительно произошло. Стояние Зои признано и Самарской епархией: по словам епархиального пресс-секретаря, митрополит Самарский и Сызранский Сергий «искренне убеждён, что это чудесное свидетельство явления Бога».
Ректор Самарской духовной семинарии Максим Кокарев признаёт, что «неоспоримые доказательства» Зоиного стояния отсутствуют и что легенда со временем обрастала сомнительными деталями, однако предполагает, что «ядро самого события было». Кокарев поддерживает официальную позицию епархии, что чудо было; по его словам, «это вопрос веры».
Со слов Андрея Андреевича Савина, бывшего в 1956 году секретарём управления Куйбышевской и Сызранской епархии, известно, что в период скопления людей у дома № 84 по улице Чкалова к правящему архиерею, епископу Иерониму (Захарову), обратился по телефону областной уполномоченный по делам РПЦ Алексеев с просьбой «в храме с амвона объявить народу», что ничего особенного не происходит. Архиерей в ответ попросил допустить в дом настоятеля Покровского собора, чтобы тот «убедился во всём сам». Алексеев перезвонил только через несколько дней и заявил, что необходимости в содействии епархии больше нет, поскольку хозяева дома отказались впускать священнослужителей. Савин отметил, что эти факты опровергают описанный в легенде приход к Зое иеромонаха Серафима.

### Медицинская версия
В 2010 году Светлана Кондрашова, психиатр Государственного научного центра социальной и судебной психиатрии им. В. П. Сербского, высказала версию, что описанная в легенде девушка страдала шизофренией и впала в кататонический ступор, характерный для поздних стадий этого заболевания.
В 2021 году Геннадий Носачёв, бывший заведующий кафедрой психиатрии Самарского государственного медицинского университета, сообщил корреспонденту «Комсомольской правды», что «девушка действительно была». По его словам, он не был свидетелем «стояния», но позже видел Зою в психиатрической больнице, где она неоднократно проходила курс лечения от кататонической формы шизофрении. По версии Носачёва, «история Зои — совершенно реальный случай, когда начало декомпенсации болезни совпало с внешним стрессом»: девушка согласилась станцевать с иконой, будучи в глубине души верующей, и сказанные кем-то слова «Бог накажет» вызвали первый приступ заболевания.
По утверждению корреспондента «Комсомольской правды» Ольги Новиковой, медицинские документы Зои Карнауховой не сохранились, хотя ранее, в 2008 году, корреспондент газеты «Московский комсомолец» Мария Черницына утверждала, что «в психбольнице Самары девушка с таким именем никогда не обследовалась».

### Версия самарских журналистов
По версии двух самарских журналистов, по совместительству краеведа Валерия Ерофеева и физика Виктора Петрова, дело было примерно так.
Зоя Карнаухова была верующей и не скрывала этого, невзирая на насмешки приятелей. Вечером 14 января 1956 года, на гулянке по случаю освобождения сына Клавдии Болонкиной из заключения Зоя внезапно заявила, что современные танцы — богохульство, за которое Бог может превратить танцоров в каменные статуи. Подвыпившие приятели смеялись над ней, восклицая: «Если ты не танцуешь, значит, ты сама и окаменела!». У Клавдии Болонкиной в это время были в гостях две старухи-богомолки. Они слышали эти шутки и видели Зою, стоявшую в центре соседней комнаты с иконой Николая Чудотворца в руках. Покинув дом, они начали распространять слух об «окаменевшей отроковице».
На следующий день желающие увидеть «чудо» начали собираться около дома Болонкиной, причём сама она, желая заработать на любопытствующих, подогревала интерес, изображая при помощи своей знакомой силуэт «окаменевшей девушки» в занавешенном окне. Толпа привлекла внимание милиции, которой Болонкина заявила, что «окаменевшую Зою» уже увезли «неизвестные люди в штатском». Милиция выставила у её дома пост, но распространение слуха о «чуде» вышло из-под контроля и дальнейшие действия властей воспринимались толпой как «стремление скрыть правду».

### Версия Ульрике Хун
Ульрике Хун в 2012 году опубликовала статью «Содом и Гоморра в Куйбышеве: трансформация православной легенды», в которой обращает внимание на совпадение времени возникновения слухов об «окаменевшей девушке» с начавшимся в декабре 1955 года скандалом в Куйбышевской епархии в связи с сексуальным домогательством иеромонаха Серафима (Полоза) в отношении кандидата на поступление в духовную семинарию. Несмотря на попытки самого Серафима и руководства епархии замять скандал, дело дошло до суда и Серафим был осуждён за «насильственное […] мужеложство». Хун считает, что в этом случае осуждение за мужеложество было следствием реального факта сексуального домогательства, а не судебного преследования по политическим мотивам. Хун усматривает в сюжете «Стояния Зои» отголоски этого скандала «с характерным перевертыванием действующих лиц»: домогательство священнослужителя к юноше преобразуется в домогательство девушки к святому в образе иконы, за которое она чудесным образом наказывается. Таким образом, легенда восстанавливает традиционные христианские представления «о женщине как искусительнице и чистоте священника» и служит сигналом верующим, в особенности молодёжи, сплотиться вокруг церкви, невзирая на подрывающий авторитет местной епархии скандал и в целом сложную для верующих обстановку середины 1950-х годов.
Хун также отмечает, что в 2000-х годах самарский журналист Антон Жоголев сделал Полоза одним из центральных персонажей легенды, отождествив его с иеромонахом Серафимом, якобы сумевшим вынуть икону из рук окаменевшей Зои. По версии Жоголева, обвинение Полоза в гомосексуализме было сфабриковано властями, озабоченными ростом его популярности среди верующих после участия в чудесном избавлении Зои от «стояния».

## В культуре

### Экранизации
По мотивам этой истории в 2000 году самарская студия «35 мм» сняла двадцатиминутный фильм «Стояние Зои». Над фильмом работали Антон Жоголев, Вадим Френкин, Владимир Осипов, Дмитрий Одерусов, Юрий Изъятский. Режиссёр фильма Дмитрий Одерусов сообщал:

Религиозная тема на телевидении, в полнометражном кино, в литературе и 10 лет назад, и сегодня интересна и востребована. В нашем фильме мы смотрели на историю «стояния Зои» глазами верующего, воцерковленного человека.

В 2009 году вышел художественный фильм «Чудо», снятый режиссёром Александром Прошкиным по мотивам истории «стояние Зои». Сценарий к фильму написал Юрий Арабов. В фильме снялись Константин Хабенский, Сергей Маковецкий и Полина Кутепова.
В 2015 году снят трёхсерийный телевизионный фильм «Зоя» по пьесе Александра Игнашева «Стояние Зои» (режиссёр Алла Коровкина, исполнители главных ролей — актёры самарских театров Анастасия Ермилина, Юрий Машкин, Михаил Акаемов.

### В художественной литературе
В 2009 году в издательстве «АСТ» вышел роман Юрия Арабова, по которому он написал сценарий для фильма «Чудо».
В 2010 году в рязанском православном издательстве «Зерна» вышла книга Антона Жоголева «Стояние Зои», где оно описано как часть церковного предания, которое «достовернее любого факта».
В 2015 году в издательстве Сретенского монастыря (Москва) вышла повесть протоиерея Николая Агафонова «Стояние», посвящённая Зоиному стоянию. Повесть представляет собой художественное осмысление свидетельств очевидцев, с которыми автор много общался.
В 2017 году в издательстве «Сибирская благозвонница» вышла повесть Вероники Черных «Икона», представляющая собой художественную реконструкцию Зоиного стояния, сделанную на основе слов родственницы очевидца и собранного в Интернете материала.
Поэтесса Елена Каморина в 2017 году написала стихотворный «Сказ о Зое каменной и её страшном стоянии» на основе сюжета народного сказания.

### В скульптуре
В 2009 году епархия обратилась к городским властям с просьбой об установке памятного знака в честь самарского чуда рядом с домом № 84 по улице Чкалова.
В 2012 году на улице Чкалова был установлен памятник Николаю Чудотворцу. Памятник был установлен перед домом 86, за которым в глубине квартала располагался дом семьи Болонкиных. Как пояснил бывший глава города Виктор Тархов, «восемь лет назад был проведён конкурс на развитие застроенной территории города. Этот квартал, где находится дом Зои, стал частной территорией уже в то время… мы долго думали, где же установить памятник. И решили поставить его на общественной территории — уличном газоне напротив дома Зои».

22 мая, в день перенесения мощей святителя Николая, памятник был освящён. Митрополит Самарский и Сызранский Сергий, совершив литургию в храме Петра и Павла, с крестным ходом прошёл к находящемуся неподалёку дому № 84 на улице Чкалова. В проповеди митрополит Сергий сказал: 
Сегодняшнее событие — освящение памятника святителю Николаю на том месте, где он явил свою силу, — это напоминание о том, что Бог посещает каждого человека и печётся о нём. Человек иногда заходит в своём безумии настолько далеко, что не может сам остановиться, и необходима сила, которая бы его остановила. Происшедшее — это не Божье наказание, а любовь Божия ради спасения душ наших.

### В иконописи
В самарском храме Мученика Иоанна Воина имеется икона Николая Чудотворца с клеймами, изображающими его чудеса, весь нижний ряд которых посвящён стоянию Зои. Икону, которую написала Татьяна Михайловна Ручка, самарский иконописец, освятили в августе 2002 года. Лик Святителя Николая был списан с нижегородской иконы XII века; его «строгий суровый взгляд», по словам настоятеля храма, «соответствует событию».

### Комментарии
1. ↑  Текст с описанием событий у дома Болонкиной был перепечатан в 1961 году газетой «Гудок» в ответе на письмо читателя, сообщавшего об услышанной им истории, фабула которой совпадала с фабулой «Стояния Зои», но действие происходило «где-то возле Пензы»[24]. Оценивая эту публикацию, историк Православной церкви А. Г. Подмарицын отметил, что в описании присутствует «некоторое упрощение, извиняемое временем и не знанием внешних обстоятельств»[25].
2. ↑  Очевидец В. С. Чегуров в своих показаниях отрицает визит врачей «Скорой помощи» в их двор в период скопления привлечённых слухом об окаменевшей девушке людей[12].
3. ↑  Те же лица упоминаются в разоблачительном фельетоне «Дикий случай».
4. ↑  По данным самарского историка Православной церкви А. Г. Подмарицына, В. И. Почуйкин в 1962 году был привлечён к уголовной ответственности «как тунеядец и антисоветчик»[29].
5. ↑  Аграфена как первоисточник слуха об «окаменевшей девушке» упоминается также в разоблачительном фельетоне «Дикий случай».
6. ↑  В частности, распространение слухов об окаменевшей после танца с иконой девушке в Кирове зафиксировано в служебной записке начальника Управления МВД по Кировской области к секретарю Кировского обкома КПСС от 17 февраля 1956 года. Местом действия кировского варианта легенды был посёлок Дурни, входивший в городскую черту Кирова. Проверка правоохранительных органов не подтвердила излагаемых фактов[31].
7. ↑  Сергей Павлович Алексеев работал в должности уполномоченного Совета по делам Русской православной церкви в Куйбышевской области с июля 1947 по май 1961 года[37].
8. ↑  Черницына также утверждала, что нашла в Самаре племянника женщины по имени Зоя Карнаухова, который рассказал, что его тётя, будучи религиозной, попала под сильное впечатление от истории о чуде: много говорила о нём и стала отождествлять себя с окаменевшей грешницей, вызывая насмешки соседей, в результате чего фамилия Карнаухова стала частью легенды о «стоянии Зои». Согласно тому же источнику, настоящая Зоя Карнаухова не состояла на учёте в психиатрической клинике[38].
9. ↑  Ульрике Хун — немецкий историк и филолог[21], к моменту опубликования статьи аспирант, с 2013 года кандидат исторических наук. Специалист в области Русской православной церкви и религиозных обрядов в Советском Союзе[40].

### Отсылки к источникам
1. 1 2 3 4  Петров, 2014, с. 107.
2. ↑  Фирсов, С. Л. Легенда о царском брате : Великий князь Михаил Александрович — Соловецкий патриарх Михаил : [арх. 23 июля 2018] // Государство, религия, церковь в России и за рубежом. — 2010. — № 4. — С. 209—225.
3. 1 2 3  Ольга Новикова. «Я видел ее в больнице»: у легенды о «Стоянии Зои» нашлись новые версии возникновения. samara.kp.ru (26 января 2021). Дата обращения: 9 июля 2021. Архивировано 9 июля 2021 года.
4. 1 2  Игнашов, 2010, с. 30.
5. 1 2  Макрицкий. Белгородский старец архимандрит Серафим (Тяпочкин) : 1894—1982 : [арх. 27 декабря 2019] / иеродиакон Софроний (Макрицкий). — М. : Техинвест-3, 2004. — 448 с.
6. 1 2  Голышков Сергей. От окаменевшей Зои до Высоцкого. Двенадцать месяцев жизни «ВК»: Январь. редакция газеты «Волжская коммуна» (21 января 2011). Дата обращения: 25 января 2020. Архивировано из оригинала 25 января 2020 года.
7. 1 2  Соколов-Митрич, 2007.
8. 1 2  В отношении материалов : письмо Генеральному директору студии «Краеведофф» из управления ФСБ по Самарской области, исх. №342 от 18.01.2018 : [арх. 18 января 2020].
9. 1 2 3  Жукова, 2010.
10. ↑  Мануйлов, А. Н. Отец духовный Серафим / А. Н. Мануйлов, П. В. Галич. — Кировоград, 2014. — С. 45−47. — 695 с.
11. 1 2 3  Режиссёр Александр Прошкин снял фильм по мотивам знаменитой самарской истории «стояние Зои». Самара Сегодня (8 мая 2008). Дата обращения: 21 января 2020. Архивировано 22 декабря 2009 года.
12. 1 2 3 4 5 6  Ерофеев, В. Было ли «чудо окаменевшей Зои». Историческая Самара. Дата обращения: 25 ноября 2016. Архивировано 16 ноября 2021 года.
13. 1 2 3 4 5 6  Белкина, Людмила. В память о Самарском чуде. Портал Православной газеты «Благовест» (25 мая 2012). Дата обращения: 21 января 2020. Архивировано 22 сентября 2020 года.
14. 1 2  Михаил Сизов, Не нашим произволением. Архивная копия от 7 августа 2023 на Wayback Machine // Вера»-«Эском», июль 2010, 2-й выпуск, № 616. Архивная копия от 7 августа 2023 на Wayback Machine.
15. ↑  ВИДЕО: Пламя объяло место легендарного Стояния Зои в историческом центре Самары. Samara24.ru (12 мая 2014). Дата обращения: 5 июня 2018. Архивировано из оригинала 28 июля 2014 года.
16. ↑  Коротченкова Анна. В Самаре определились с судьбой дома, где было «стояние Зои». 63.ru - новости Самары (28 ноября 2019). Дата обращения: 25 июля 2023. Архивировано 25 июля 2023 года.
17. ↑  Подмарицын, 2016, с. 570—571.
18. ↑  Подмарицын, 2016, с. 571.
19. ↑  Подмарицын, 2016, с. 571—572.
20. ↑  Подмарицын, 2016, с. 569—570.
21. 1 2 3 4  Хун, 2012.
22. ↑  Чертков А. «Чудо» в конверте // Сельская жизнь : газета. — 1962. — 23 мая (№ 119 (9292)). — С. 3.
23. ↑  О «каменной девушке» и лжи на длинных ногах // Наука и религия : научно-популярный журнал. — 1960. — № 10. — С. 53.
24. ↑  Волжанин А. Как рождаются «чудеса» // Гудок : газета. — 1961. — 9 апреля (№ 85 (10828)). — С. 2.
25. ↑  Подмарицын, 2016, с. 573.
26. ↑  Березовская, 1971, с. 27.
27. 1 2 3 4  Березовская, 1971, с. 28.
28. 1 2  Березовская, 1971, с. 29.
29. ↑  Подмарицын, 2016, с. 574.
30. 1 2  Петров, 2014, с. 103.
31. ↑  Шабалин Н. В. Русская Православная Церковь и Советское государство в середине сороковых – пятидесятые годы XX века (на материалах Кировской области). — Киров, 2004. — С. 99—100. — 128 с. — ISBN 5-85271-114-4.
32. ↑  Петров, 2014, с. 104.
33. 1 2  Петров, 2014, с. 105.
34. ↑  Иванова, 2018, с. 79−80.
35. ↑  Панченко А. А. Иван и Яков — необычные святые из болотистой местности: «Крестьянская агиология» и религиозные практики в России Нового времени. — М.: Новое литературное обозрение, 2012. — С. 299. — 448 с. — ISBN 978-5-86793-995-3. Архивировано 24 июля 2023 года.
36. 1 2  Овсянников Илья. «Позор коммунистов» или истинное чудо? Что известно о легендарном стоянии Зои в Самаре. 63.ru - новости Самары (1 января 2023). Дата обращения: 25 июля 2023. Архивировано 25 июля 2023 года.
37. ↑  Подмарицын Алексей Геннадьевич. Уполномоченные Совета по делам Русской православной церкви при СНК/СМ СССР по Куйбышевской области в 1943–1965 годах // Социум и власть : научный журнал. — 2013. — № 3 (41). — С. 114. — ISSN 1996-0522. Архивировано 26 июля 2023 года.
38. 1 2  Черницына, Мария. Тайна Зойкиной квартиры : За известную окаменевшую грешницу себя выдавала самарская сумасшедшая? : [арх. 24 декабря 2019] // Московский комсомолец : газ. — 2008. — № 24749 (25 апреля).
39. ↑  Николай Варсегов. Танцуя с иконой, богохульница Зоя окаменела. Комсомольская правда (2 ноября 2004). Дата обращения: 3 марта 2020. Архивировано 20 сентября 2020 года.
40. ↑  Д-р. Ульрике Хун. Амбивалентность Советскости. Дата обращения: 16 августа 2023. Архивировано 16 августа 2023 года.
41. ↑  Игнашов, 2010, с. 28.
42. 1 2  Головко, О. Пережившие чудо… : [арх. 17 сентября 2013] // Фома : журн. — 2009. — № 12 (80).
43. ↑  «ЗОЯ: самарская история». SGPRESS.RU. Самарская газета (20 октября 2015). Дата обращения: 21 января 2020. Архивировано 29 августа 2018 года.
44. ↑  Стояние Зои. Чудо Святителя Николая // Благозвонница.
45. ↑  Стояние // Православие.ru. — 2016. — 11 марта. — Дата обращения: 21.01.2020.
46. ↑  В. Черных. На эту книгу меня благословил архимандрит Рафаил (Карелин). Архивная копия от 18 сентября 2020 на Wayback Machine
47. ↑  В. Черных. Невозможно обойти это молчанием, надо написать книгу. Архивная копия от 23 сентября 2020 на Wayback Machine
48. ↑  Иванова, 2019, с. 469.
49. ↑  На ул. Чкалова открыли памятник Николаю Чудотворцу. Аргументы и факты (22 мая 2012). Дата обращения: 5 июня 2018. Архивировано 28 ноября 2017 года.
50. ↑  Людмила Белкина. На иконе — чудо Зои. Архивная копия от 7 марта 2023 на Wayback Machine // Православный Санкт-Петербург, № 28, март 2010 года.
51. ↑  Людмила Белкина. «Стояние Зои». Архивная копия от 3 мая 2023 на Wayback Machine // Благовест, 20.12.2002.